# رود ديفيس (متسابق يخت)
رود ديفيس (بالإنجليزية: Rod Davis)‏ هو متسابق يخت نيوزيلندي، ولد في 27 أغسطس 1955 في الولايات المتحدة.

## وصلات خارجية
- رود ديفيس على موقع الاتحاد الدولي للملاحة الشراعية (موقع جديد) (الإنجليزية)
- رود ديفيس على موقع الاتحاد الدولي للملاحة الشراعية (موقع قديم) (الإنجليزية)
- رود ديفيس على موقع الاتحاد الدولي للملاحة الشراعية (موقع قديم) (الإنجليزية)
- رود ديفيس على موقع اللجنة الأولمبية الدولية (الإنجليزية)
- رود ديفيس على موقع أوليمبيديا (الإنجليزية)
- رود ديفيس على موقع اللجنة الأولمبية النيوزيلندية (الإنجليزية)